# Faces, Places
Faces, Places (originaltitel: Visages Villages) är en fransk dokumentärfilm från 2017 i regi av Agnès Varda och JR, med Varda och JR i huvudrollerna.